# Réintroduction du loup

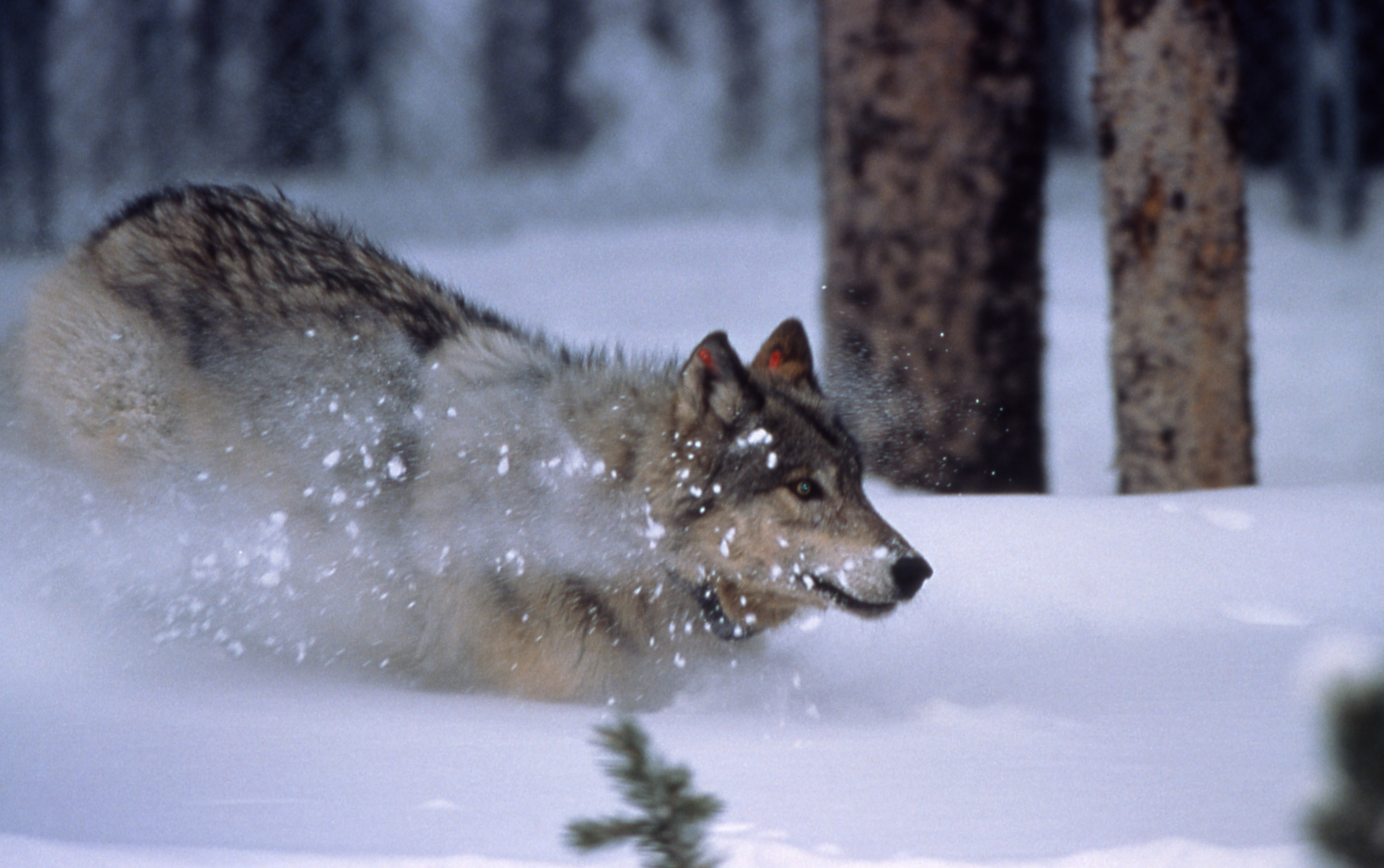
Un loup réintroduit au parc national de Yellowstone.

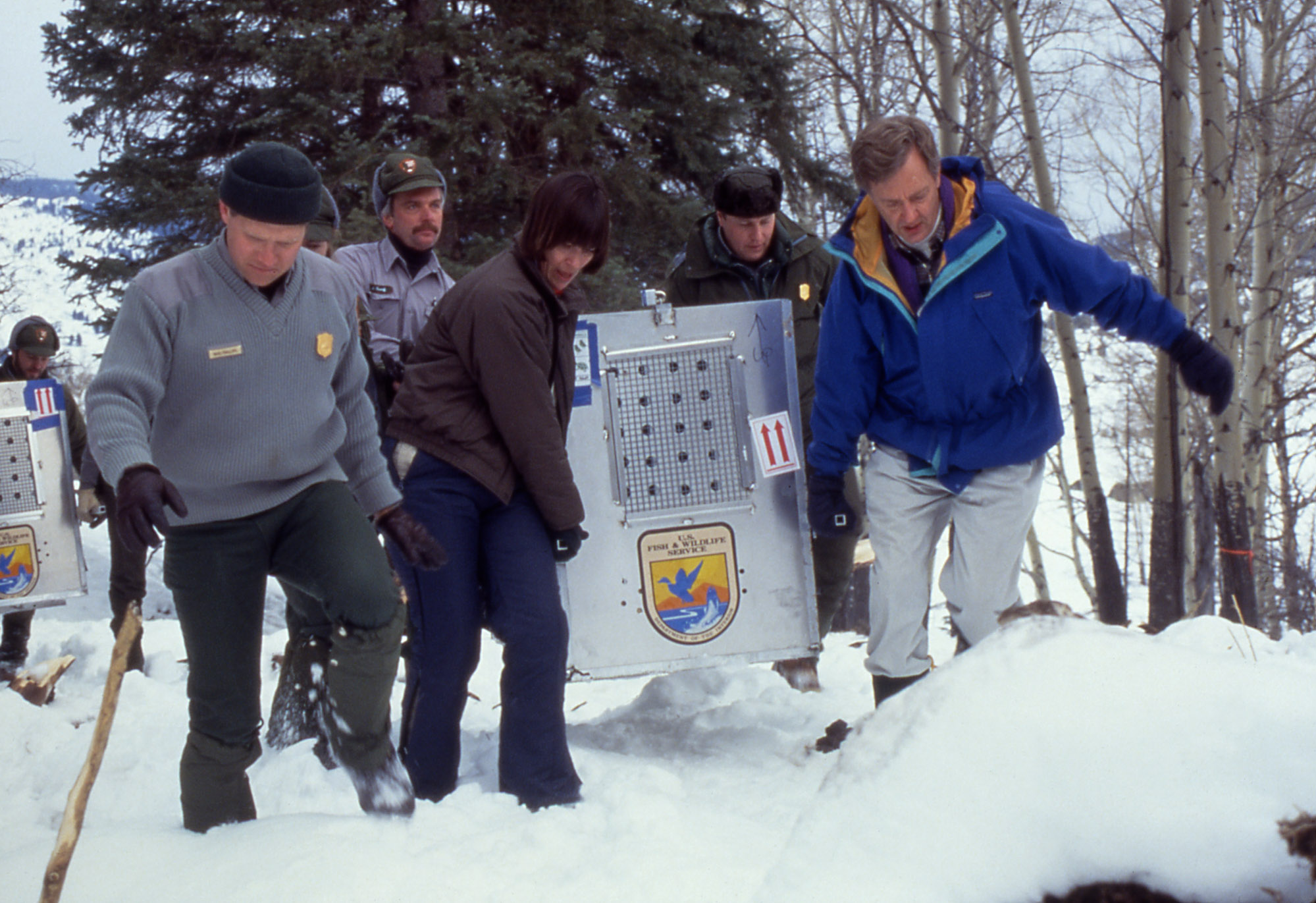
Des loups réintroduits sont amenés vers leur enclos d'acclimatation au parc national de Yellowstone, en janvier 1995.

La réintroduction du loup est la nouvelle introduction volontaire et artificielle de couples de loups dans des régions où ils étaient présents. Elle ne doit pas être confondue avec un retour naturel des loups dans une région, ce qui est le cas du loup gris en France.
La réintroduction des loups a pour but de rééquilibrer les écosystèmes notamment par la régulation naturelle des grands cervidés qui ont tendance à proliférer en l'absence de prédateurs.
Le loup n'a pas été réintroduit en France. Il est revenu naturellement par les Alpes, depuis l'Italie où il n'a jamais été éradiqué.

## Réintroduction

### États-Unis
On compte des réintroductions du loup en Arizona en 1998, au parc national de Yellowstone (Wyoming) en 1995 et au parc national des Great Smoky Mountains (Caroline du Nord). En Arizona, trois loups mexicains (une sous-espèce de loup gris) avaient été introduits fin janvier 1998 . Cette ré-introduction a bien moins réussi que celle des loups (Canis lupus occidentalis) du Yellowstone: alors que ceux-là ont essaimé jusqu'aux Montagnes Rocheuses et dans le nord-ouest des Etats-Unis, jusqu'à atteindre une population estimée de 2 000 individus, on ne compte (fin 2017) qu'à peine plus d'une centaine de loups mexicains. Un nouveau programme de ré-introduction du loup mexicain, afin de pérenniser la population actuelle (hautement sujette à l'endogamie) est actuellement en cours d'études. Il est toutefois controversé par les scientifiques en raison de sa modestie.

## Retour naturel

### Italie
Dans les Apennins et les Abruzzes, le loup (Canis lupus italicus) se répand à nouveau, mais il n'est pas question de réintroduction.

### Suisse
La Suisse connaît un retour naturel du loup dans les Alpes, les Préalpes et le Jura, et il n’existe aucun projet actif de réintroduction du loup. Le loup est en Suisse une espèce indigène strictement protégée par la Constitution fédérale, la loi sur la chasse (art. 7, al. 1, LChP) et la Convention de Berne. La Suisse soutient également les efforts de protection consentis sur le plan international.
Selon le plan loup de l'Office fédéral de l'environnement, un canton peut décréter la régulation d’une population de loups, avec l’accord préalable de l’OFEV, dans tout ou partie d’un compartiment principal si des meutes causent des dommages importants au bétail ou des pertes sévères dans l’utilisation des régales cantonales de la chasse. Les interventions visant à réguler une meute sont possibles uniquement si elles ne menacent en rien la survie de la population de loups dans le compartiment principal et si des mesures de vulgarisation agricole (en matière de protection des troupeaux) à l’attention d’établissements spécifiques sont déployées dans tout le sous-compartiment.
Les dégâts causés au bétail sont jugés importants si, à l’intérieur du domaine vital d’une meute, plus de 15 animaux de rente sont attaqués par un loup en l’espace de quatre mois, alors même que toutes les mesures raisonnables de protection des troupeaux ont été prises dans l’ensemble du domaine vital.